# Dominikia freyi
Dominikia freyi är en skalbaggsart som först beskrevs av Vrydagh 1959.  Dominikia freyi ingår i släktet Dominikia och familjen kapuschongbaggar. Inga underarter finns listade i Catalogue of Life.